# Mongkol Namnuad
Mongkol Namnuad (Thai: มงคล นามนวด, * 16. September 1985) ist ein thailändischer Fußballspieler.

## Karriere
Mongkol Namnuad erlernte das Fußballspielen in der Jugendmannschaft des Erstlisten Chonburi FC (2005 bis 2007). Seinen ersten Vertrag unterschrieb er in Sriracha bei Sriracha Sannibat. 2009 ging er zum Erstligisten Pattaya United. 2010 zog es ihn in die thailändische Hauptstadt Bangkok, wo er vier Spiele für Police United bestritt. 2011 unterschrieb er einen Vertrag bei Thai Port. Hier absolvierte er 34 Spiele und schoss 2 Tore. 2013 wechselte er zu Muangthong United. 2012 wurde er mit Muangthong Meister, 2013 wurde er Vizemeister. In zwei Jahren lief er 39 mal für das Team auf. Nach Beendigung des Vertrags wechselte er nach Ratchaburi zu Ratchaburi Mitr Phol. Für die Elf stand er sechsmal auf dem Spielfeld. 2015 ging es zurück in die Provinz Chonburi. Hier unterschrieb er einen Vertrag beim Zweitligisten PTT Rayong FC in Rayong. Die Saison 2016 stand er in Khon Kaen beim Khon Kaen United FC unter Vertrag. Einen Zweijahresvertrag unterschrieb er 2017 beim Hauptstadtclub Bangkok Glass. Für Bangkok Glass stand er zwanzigmal auf dem Spielfeld. 2018 wurde er an den Ligakonkurrenten Navy FC nach Sattahip ausgeliehen. In 15 Spielen schoss er ein Tor. 2019 unterschrieb er einen Vertrag in Nong Bua Lamphu beim Zweitligisten Nongbua Pitchaya FC. In der Hinserie absolvierte er neun Spiele. Zur Rückserie 2019 ging er nach Chonburi, wo er sich dem Erstligisten Chonburi FC anschloss. Nach elf Erstligaspielen unterschrieb er im September 2020 einen Vertrag beim Ligakonkurrenten Police Tero FC in Bangkok. Hier kam er bis Ende Dezember nicht zum Einsatz. Am 25. Dezember 2020 wechselte er ablösefrei zum Zweitligisten Ayutthaya United FC nach Ayutthaya. Am Ende der Saison wurde sein Vertrag aufgelöst. Pattaya Dolphins United, ein Drittligist aus dem Seebad Pattaya, nahm ihn im Juli 2021 unter Vertrag. Mit Pattaya trat er in der Eastern Region an. Am Ende der Saison 2021/22 feierte er mit den Dolphins die Meisterschaft der Region. In den Aufstiegsspielen zur zweiten Liga konnte man sich nicht durchsetzen. Nach der Saison wurde sein Vertrag nicht verlängert. Von Mai 2022 bis Dezember 2022 war er vertrags- und vereinslos. Im Januar 2023 verpflichtete ihn der Bangkoker Zweitligist Raj-Pracha FC. Am Ende der Saison musste er mit dem Verein den Weg in die dritte Liga antreten. Für Raj-Pracha bestritt er sechs Ligaspiele. Nach dem Abstieg wurde sein Vertrag nicht verlängert.

## Erfolge
Muangthong United
- Thailändischer Meister: 2012
- Thailändischer Vizemeister: 2013

Pattaya Dolphins United
- Thai League 3 – East: 2021/22